# テラケン
株式会社テラケンは関東・近畿及び中部地区を中心に居酒屋チェーン「さくら水産」等を展開する企業である。本社は東京都千代田区におく日本の企業である。梅の花グループの連結子会社。

## 概要
創業者の寺田謙二は、もともと「村さ来」のフランチャイズを営んでいた。その後、独自ブランドの「さくら水産」1号店を1995年に開店し、一時は160店舗近い多店舗展開を行った。
かつては全品250円均一（消費税別）を掲げた「にこにこ屋」も展開していたが、テラケンの経営再編に伴い2011年2月をもって全店閉店した。
経営が創業者の寺田謙二からアスパラントグループに移り幹部も入れ替え、業態も変えるなど手を加えるも再建にはいたらず、2018年2月、3月と大量の店舗閉店を発表。2019年5月当時では合計39店舗を展開していたが、店舗数はその後さらに減り、2025年6月時点で11店舗(東京都4店、埼玉県4店、千葉県2店、大阪府1店）となっている。
2019年3月には株式会社梅の花が当社を子会社化することを発表した。
オフィシャルイメージソングはオリンポス16闘神が楽曲提供。（2011年2月17日）

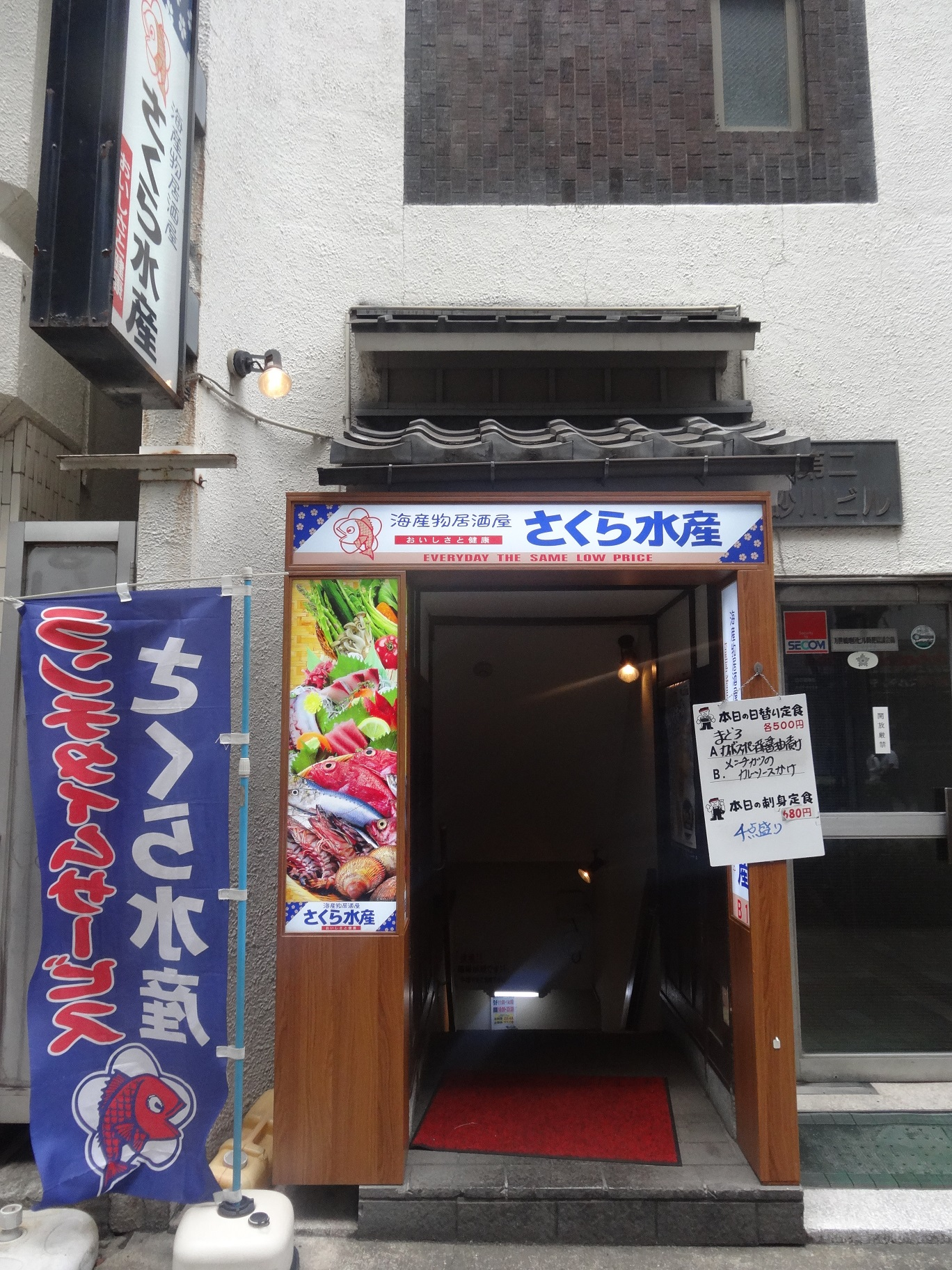
店舗外観

## テレビ番組
- 日経スペシャル ガイアの夜明け 人手が足りない… ～揺れる外食チェーンに秘策は?～（2008年7月1日、テレビ東京）[6] - 「注文を取る」のセルフ化を取材。